# ジロ・デ・イタリア
ジロ・デ・イタリア（伊: Giro d'Italia）は、毎年5月にイタリア全土を舞台にして行われるプロ自転車ロードレース。1909年から開催されている。主催はイタリアのスポーツ紙『ガゼッタ・デロ・スポルト』等を発行するメディアグループ・RCSの関連会社であるRCSスポルト社。
Giro d'Italia のイタリア語での発音は「ジーロ・ディターリア」である。「ジロ・デ・イタリア」という表記は日本独特なものだが、最近は日本でもイタリア語が知られるようになったため、イタリア語の発音を基にした「ジーロ・ディターリア」や、「ジロ・ディ・イタリア」という表記も見られるようになってきた。通称は「ジロ」。

## 概要

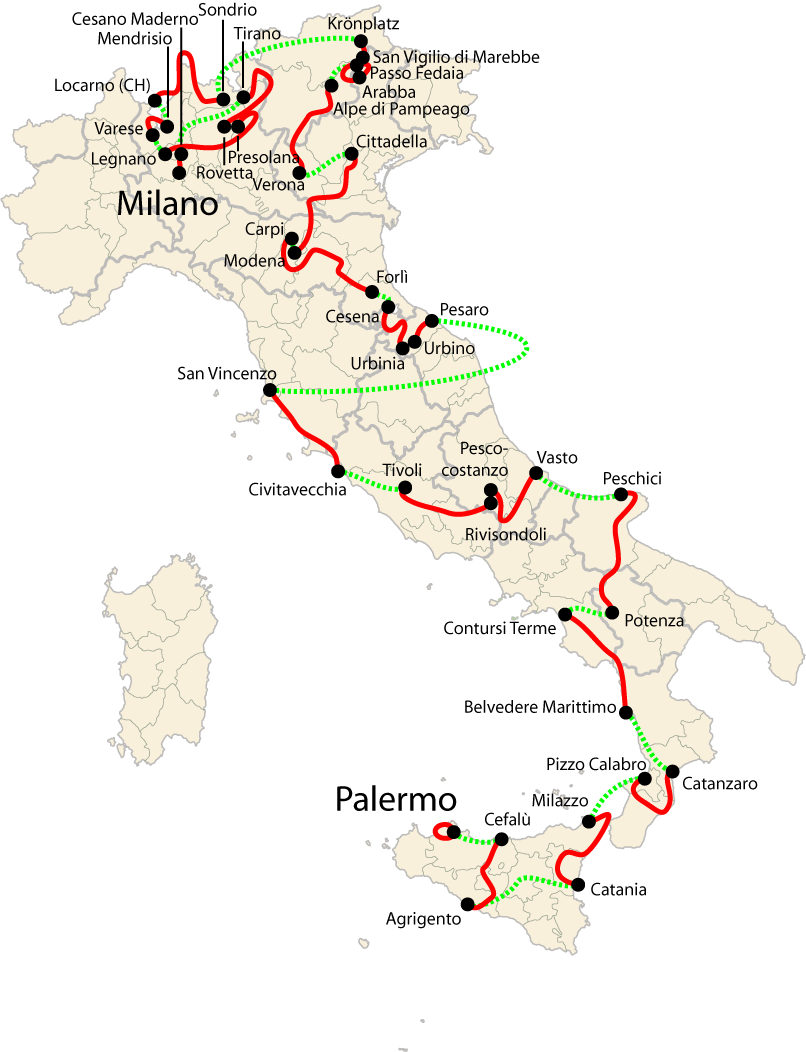
2008年のコース

毎年5月に約3週間かけて行われるステージレースで、コースは毎年新たに設定される。「イタリアを一周する」という表現がされることもあるが各ステージは地理的には連続していないことも多く、サルデーニャ島やシチリア島など島でのステージもある。ステージ数は通常21。平坦ステージ、山岳ステージ、タイムトライアルステージ（個人、チーム）と多彩なステージ設定がされている。
総合成績1位の選手にはピンク色のジャージ「マリア・ローザ」が与えられるほかスプリント賞、山岳賞、新人賞といった各賞の対象者も特別なジャージを着用する。
賞金総額は年によって上下するが、2004年の場合で約133万ユーロ。配分は各ステージ25位までの勝者に支払われる金額が合計47万4000ユーロ。総合優勝者15万ユーロやインテルジロ賞13万ユーロなど各賞の合計が62万3000ユーロ。チームへの賞金が合計23万3000ユーロとなっている。

## 特徴

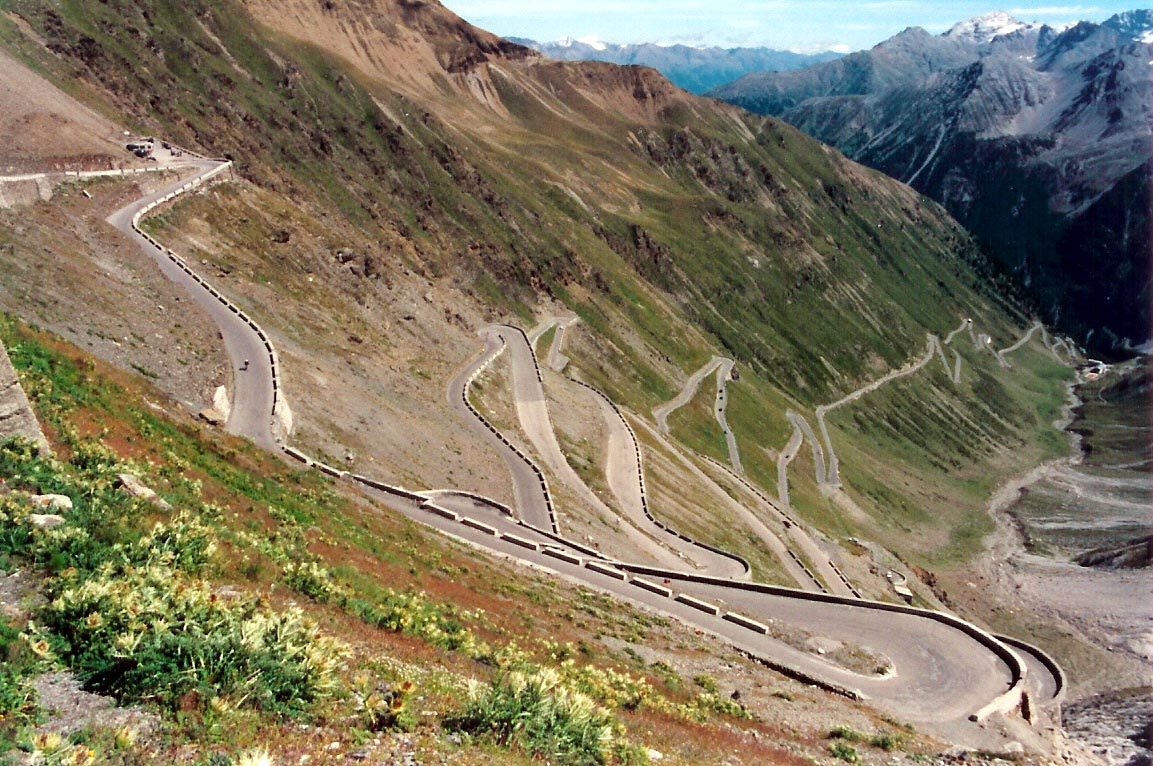
厳しい坂が続くステルビオ峠

ツール・ド・フランスに比べ勾配の厳しい坂を登る山岳ステージが多いため、上りを得意とするクライマーが活躍する機会が多い。1990年のクラウディオ・キアプッチや1995年のトニー・ロミンゲル、1998年のマリアーノ・ピッコリ、2003年のジルベルト・シモーニ、2009年のダニーロ・ディルーカ、2010年のカデル・エヴァンスのように厳しい山岳コースが設定された年は山岳賞はおろかポイント賞すらクライマーやオールラウンダーが獲得してしまうこともあるが、これは2013年まではツール・ド・フランスとは異なり山岳ステージも平坦なステージも同じポイントが設定されていたためでもある。また平坦ステージであってもゴール直前だけ上り坂であったり、ゴールまで1kmを切ったところに急カーブが登場するなど危険かつ癖のあるコースレイアウトがしばしば採用される。
また5月はドロミーティを始めとしたアルプス山脈及びアペニン山脈にはまだ雪の残っている場所もあり、選手は坂だけでなく厳しい寒さや悪天候とも戦うことになる。そのためイタリア人からは「ツール・ド・フランスが世界最大のレースなら、ジロ・デ・イタリアは世界最高のレース」と評される。
イタリア人選手の多くがこのレースをシーズン中の最大目標としており、歴代優勝者に占めるイタリア人の割合も圧倒的に多い。イタリア以外の選手が初めて優勝したのが1950年で、2017年現在31回しかない。近年は1997年以降、2007年までの総合優勝者はすべてイタリア人で、国際化が著しく優勝者の国籍も多様になる傾向があるロードレースの世界において、これは非常に珍しいケースである。

## 歴史
第1回大会は1909年に行われミラノから出発し、合計走行距離は2,408kmだった。8区間で争われ、優勝選手の平均走行時速27.26kmだった。1915年から1918年までは第一次世界大戦により中断されている。
1933年は17ステージ・合計3,343kmで行われ、この時はアルフレッド・ビンダが通算5回目となる優勝を飾っている。
1941年から1945年までは第二次世界大戦により再び中断。1947年は19ステージ・合計3,843kmで行われ、この時はファウスト・コッピが2回目の優勝を果たした。以後もコッピの活躍は続き、1953年には史上2人めの5回目の優勝を達成している。
1970年代前半はエディ・メルクスの独擅場となり、1972年から1974年には3連覇を達成。1974年は史上3人目となる5回目の優勝に加えてツール・ド・フランスと世界自転車選手権プロロードレースも制覇しており、史上初のトリプルクラウン達成を遂げた。
1980年代前半はベルナール・イノーが3回の優勝を遂げている。また1987年の優勝者ステファン・ロッシュは史上2人目のトリプルクラウン達成者となった。
1990年代に活躍した選手としてはミゲル・インドゥラインとマルコ・パンターニがあげられインドゥラインは1992年と1993年、パンターニは1998年にツール・ド・フランスでも優勝してダブルツールを達成している。
2004年は合計走行距離3,423.9 km、20区間で行われ参加選手169名のうち140名が完走した。総合優勝は22歳の新人ダミアーノ・クネゴ。ジルベルト・シモーニのアシストとして働く予定だった彼がステージ4勝をあげて総合優勝するとは誰も予想しておらず、大きなニュースとなった。
2005年はパオロ・サヴォルデッリとシモーニの争いとなり、終盤シモーニが猛追するも結局サヴォルデッリが2002年以来2度目の優勝を飾った。
2006年はイヴァン・バッソが他を寄せ付けない強さで、2007年はダニーロ・ディルーカが堅実なレース運びで総合優勝を遂げている。
2008年は前年度のツール・ド・フランスを制したアルベルト・コンタドールがイタリア人以外では12年ぶりの総合優勝者となった。
2009年はデニス・メンショフがディルーカとの熾烈な争いを制して優勝した。
2010年は相次ぐ大波乱の展開の末、バッソが2回目の総合優勝を飾った。
2011年は第3ステージでワウテル・ウェイラントが落車により死亡する事故が発生し、第4ステージがノーコンテストステージとなる波乱があった。総合優勝は当初アルベルト・コンタドールが獲得したが、後にスポーツ仲裁裁判所(CAS)により2010年のツール・ド・フランスでのクレンブテロール陽性を認定されて2年間の出場停止処分が下され、2011年の大会は出場停止期間中に該当するため成績無効となり、ミケーレ・スカルポーニが繰り上がって総合優勝者に認定された。
2012年は最終日の個人タイムトライアルでの逆転という劇的な形でライダー・ヘシェダルがカナダ人初となるグランツール優勝を成し遂げた。
2013年はヴィンチェンツォ・ニバリが圧勝を収め、2014年はナイロ・キンタナが同胞のリゴベルト・ウランとの激戦を制しコロンビア人選手として初のジロ総合優勝を飾る。
2015年は区間優勝がないながらも堅実なレース運びでアルベルト・コンタドールが2度目の総合優勝を果たす。
2016年はステーフェン・クラウスヴァイクの肋骨骨折による失速で混沌とした総合争いをヴィンチェンツォ・ニバリが制した。
2017年は2012年と同様、最終日の個人TTでの再逆転でトム・デュムランがオランダ人初のジロ総合優勝を果たした。
2018年はイスラエルのエルサレムからスタート。ヨーロッパ外からのスタートは初となる。クリス・フルームが激戦を制しグランツールで三連勝を達成した。
2020年は当初5月9日からハンガリーでの開幕を予定していたが、新型コロナウイルス感染拡大の影響により延期され、10月3日から、開幕地をイタリアのシチリア島に移して開催された。第20ステージのスタート時点で、総合2位であったテイオ・ゲイガンハートがステージ優勝しボーナスタイムを得た結果、総合1位であったジェイ・ヒンドレーと総合タイムが並ぶ事になった。よって翌日の21ステージではグランツール史上初の最終ステージで総合1、2位が同タイムでスタートすることになった。また、最終ステージの個人TTでヒンドレーにタイム差を付けフィニッシュし、総合優勝したゲイガンハートは、全ステージでマリアローザを着用することなく、最終ステージ終了後に初めてマリアローザに袖を通した。
2024年の優勝者タデイ・ポガチャルは史上3人目のトリプルクラウン達成者となった。

## 各賞とリーダージャージ
数種の賞が設定されており、リーダージャージと呼ばれる各賞に応じた色別のジャージがある。前日のステージ終了時点で各賞の成績第1位の選手がそのジャージを着用する権利（と義務）を手にいれる。

### マリア・ローザ（個人総合時間賞）

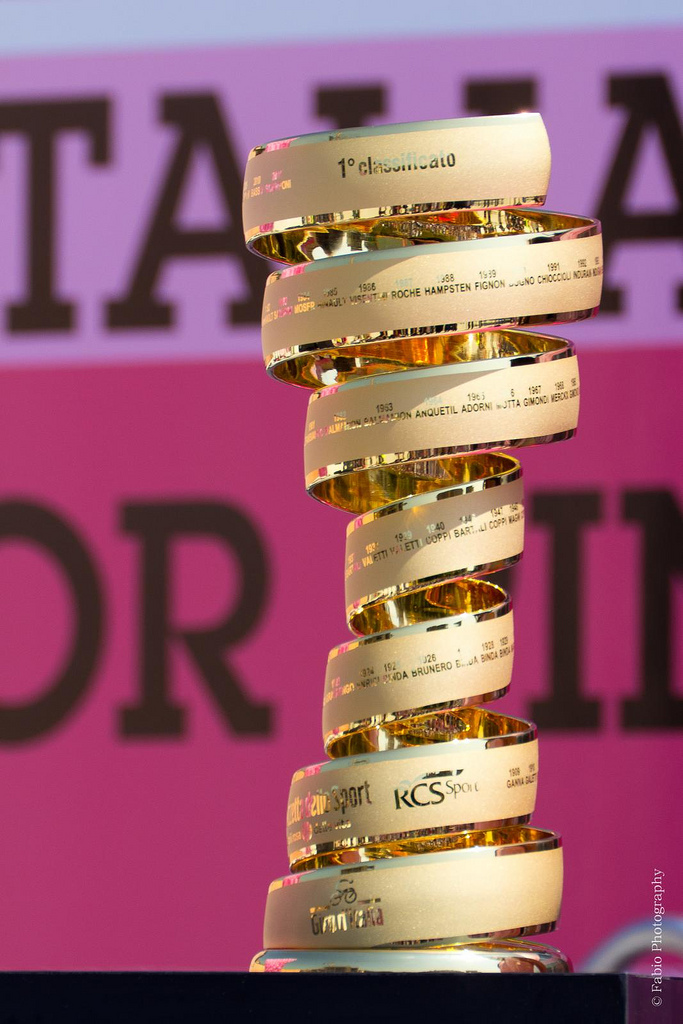
総合優勝者に贈られるトロフェオ・センツァ・フィーネ

ピンク色のジャージ「マリア・ローザ (Maglia Rosa)」は総合成績1位の選手に与えられる。各ステージの所要時間を加算し、合計所要時間が最も少ない選手が「マリア・ローザ」着用の権利を得る。最終ステージの終了時点で「マリア・ローザ」着用の権利をもっている選手がジロの総合優勝者となる。色の由来はレース主催者のガゼッタ・デッロ・スポルトの紙面がピンクであるため。

### マリア・チクラミーノ（ポイント賞）
紫色のジャージ「マリア・チクラミーノ (Maglia Ciclamino)」（シクラメン）は「ポイント賞」に対して与えられる。各ステージのゴール、およびステージ途中の中間スプリント地点の通過順位に応じてスプリントポイントが加算されスプリントポイント1位の選手が「マリア・チクラミーノ」着用の権利を得る。以前はツール・ド・フランスと異なり平地ステージも山岳ステージもゴール地点で与えられるポイントは同じであった上に前述の通りスプリンターが活躍しづらいコース設定がされることも多く、山岳ステージを上位でゴールする総合成績上位のクライマーやオールラウンダーがこのジャージを獲得してしまうことも珍しくない。ただし2014年以降はツール・ド・フランスと同様、平地ステージで高ポイントを与える加点設定が行われている。1966年に初登場。2010年からは「マリア・ロッソ」と呼ばれる赤色のジャージが使われ、非公式に「情熱の赤」を意味する「マリア・ロッソ・パッショーネ」とも呼ばれていた。2017年よりスポンサーがセガフレード・ザネッティに変わり、元のマリア・チクラミーノに戻った。

### マリア・アッズーラ（山岳賞）
青色のジャージ「マリア・アッズーラ (Maglia Azzurra)」は「山岳賞」に対して与えられる。登り坂の勾配と長さに応じて点数が設定された 山岳ポイント地点の通過順位に応じて山岳ポイントが加算され、山岳ポイント1位の選手が「マリア・アッズーラ」着用の権利を得る。1933年から2011年までの山岳賞は緑色のジャージ「マリア・ヴェルデ」であったが、2012年から「マリア・アッズーラ」となった。かつて1989年から2005年までは「マリア・アッズーラ」は「インテル・ジロ賞」(後述）のジャージとして用いられていた。2015年のジャージスポンサーは「メディオラヌム銀行」。

### マリア・ビアンカ（新人賞）
白のジャージ「マリア・ビアンカ (Maglia Bianca)」は「新人賞」に対して与えられる。開催年中に25歳以下 になる選手が対象となり各ステージの所要時間を加算し、合計所要時間が最も少なかった選手が「マリア・ビアンカ」着用の権利を得る。2015年のジャージスポンサーはスーパーマーケットの「ユーロスピン」。
1976年に初登場。1994年以来消滅していたが、2007年に復活した。

### マリア・ネラ
黒のジャージ「マリア・ネーラ」はかつて総合成績最下位の選手に与えられた。1946年に初登場し悪趣味、屈辱的などの理由で1952年には廃止されたが1993年にはレース中盤でダリオ・マリウッツォがジョークで着用して登場、2008年にジャージではなく黒いゼッケン「ヌーメロ・ネロ」という形で復活した。同様のものに、ツール・ド・フランスにおける「ランタンルージュ」がある。ちなみに1951年にマリア・ネラを獲得したジョヴァンニ・ピナレッロの興したバイクメーカーピナレロから、同名の黒いジャージが発売されている。2019年に果敢な逃げなどで大会を盛り上げ、最下位完走を果たした初山翔に主催者側からマリア・ネラが送られた。

### そのほかの賞
特別なジャージはないが、コース中間に設定された地点の通過順位によるポイントを加算し、合計所要ポイントの最も多い選手には「個人総合中間スプリント賞」が与えられる（2008年の名称は、エキスポミラノ2015賞）。長距離をこなした後のスプリントや山岳コースでは勝ち目の無いトラックレース出身のスプリンターが狙ってくることが多い。
他にも総合成績・山岳・スプリントなどすべての賞で上位にいる選手に与えられる「敢闘賞（複合賞）」、ファウスト・コッピの名を冠した賞でその年の最大標高の山岳を1位で通過した選手に与えられる「チマ・コッピ賞」などその年ごとにさまざまな賞が設定される。また獲得ポイントの総合トップのチームに与えられる「スーパーチーム賞」、進路妨害や危険行為、ドーピングなどの不正行為がもっとも少ないチームに与えられる「フェアプレー賞」などチームを対象にした賞も設定される。
ちなみに中間スプリント賞と同様なものとして「インテルジロ賞」が存在し、こちらは順位によるポイントではなくその地点の通過時間の合計で争われていた。レース前半の展開を活性化させるために1989年から設けられ、序盤からの逃げを得意とするスピードマンなどが狙ってくることが多かった。トップの選手は「マリア・アッズーラ」と呼ばれる青いジャージを着用していたが、2005年に廃止された。スプリント賞としての格はマリア・チクラミーノより上で、両方でトップに立った選手はマリア・アッズーラの着用を優先されていた。2006年は複合賞に「マリア・ブル」という青いジャージが与えられたが、この年のみで姿を消している。2024年に通過時間ではなく獲得ポイントの賞として復活した。

## 用語
チマ・コッピ
同一年のジロのレース中で、最も標高の高い峠。前述の通りファウスト・コッピにちなんだ名称である。
モンターニャ・パンターニ
2004年制定。1998年のジロ優勝者であるマルコ・パンターニ（2004年2月死去）にちなんで命名された。同一年のジロのレース中で、主催者側が「最も重要な山岳」と判断した地点に与えられる。

## 歴代総合優勝者
| 回                       | 開催期間                | 総合優勝者                                                                 | 国籍               | チーム                                                  | 区間数 | 距離 (km) | 平均速度 (km/h) |
| ------------------------ | ----------------------- | -------------------------------------------------------------------------- | ------------------ | ------------------------------------------------------- | ------ | --------- | --------------- |
| 1                        | 1909年5月13日～30日     | ルイジ・ガンナ                                                             | イタリア王国       | アタラ・ダンロップ                                      | 8      | 2,445     | 27.260          |
| 2                        | 1910年5月18日～6月5日   | カルロ・ガレッティ                                                         | イタリア王国       | アタラ・コンチネンタル                                  | 10     | 2,984     | 26.113          |
| 3                        | 1911年5月15日～6月6日   | カルロ・ガレッティ(2)                                                      | イタリア王国       | ビアンキ                                                | 12     | 3,526     | 26.216          |
| 4                        | 1912年5月19日～6月2日   | - (カルロ・ガレッティ) (ジョヴァンニ・ミケレット) (エベラルド・パヴェージ) | イタリア王国       | アタラ・ダンロップ                                      | 9      | 2,443     | 27.323          |
| 5                        | 1913年5月6日～22日      | カルロ・オリアーニ                                                         | イタリア王国       | マイノ                                                  | 9      | 2,932     | 26.379          |
| 6                        | 1914年5月24日～6月7日   | アルフォンソ・カルツォラーリ                                               | イタリア王国       | ストゥッキ・ダンロップ                                  | 8      | 3,162     | 23.374          |
| 第一次世界大戦のため中断 |                         |                                                                            |                    |                                                         |        |           |                 |
| 7                        | 1919年5月21日～6月8日   | コスタンテ・ジラルデンゴ                                                   | イタリア王国の旗   | ストゥッキ・ダンロップ                                  | 10     | 2,984     | 26.440          |
| 8                        | 1920年5月23日～6月6日   | ガエターノ・ベローニ                                                       | イタリア王国の旗   | ビアンキ                                                | 10     | 2,632     | 25.640          |
| 9                        | 1921年5月25日～6月12日  | ジョバンニ・ブルネーロ                                                     | イタリア王国の旗   | レニャーノ・ピレリ                                      | 10     | 3,107     | 25.592          |
| 10                       | 1922年5月24日～6月11日  | ジョバンニ・ブルネーロ(2)                                                  | イタリア王国の旗   | レニャーノ・ピレリ                                      | 10     | 3,095     | 25.856          |
| 11                       | 1923年5月23日～6月10日  | コスタンテ・ジラルデンゴ(2)                                                | イタリア王国の旗   | マイノ                                                  | 10     | 3,202     | 25.895          |
| 12                       | 1924年5月10日～6月1日   | ジュゼッペ・エンリーチ                                                     | イタリア王国の旗   | －                                                      | 12     | 3,613     | 25.138          |
| 13                       | 1925年5月16日～6月7日   | アルフレッド・ビンダ                                                       | イタリア王国の旗   | レニャーノ・ピレリ                                      | 12     | 3,520     | 25.600          |
| 14                       | 1926年5月15日～6月6日   | ジョバンニ・ブルネーロ(3)                                                  | イタリア王国の旗   | レニャーノ・ピレリ                                      | 12     | 3,430     | 25.113          |
| 15                       | 1927年5月15日～6月6日   | アルフレッド・ビンダ(2)                                                    | イタリア王国の旗   | レニャーノ・ピレリ                                      | 15     | 3,756     | 25.850          |
| 16                       | 1928年5月12日～6月3日   | アルフレッド・ビンダ(3)                                                    | イタリア王国の旗   | ウォルシット・ピレリ                                    | 12     | 3,044     | 26.750          |
| 17                       | 1929年5月19日～6月9日   | アルフレッド・ビンダ(4)                                                    | イタリア王国の旗   | レニャーノ・トーピード                                  | 14     | 2,920     | 27.290          |
| 18                       | 1930年5月17日～6月8日   | ルイジ・マルキジオ                                                         | イタリア王国の旗   | レニャーノ・ピレリ                                      | 15     | 3,095     | 26.880          |
| 19                       | 1931年5月10日～31日     | フランチェスコ・カムッソ                                                   | イタリア王国の旗   | グローリア・ウッチンソン                                | 12     | 3,012     | 29.330          |
| 20                       | 1932年5月14日～6月5日   | アントニオ・ペゼンティ                                                     | イタリア王国の旗   | ウォルシット・ウッチンソン                              | 13     | 3,235     | 30.594          |
| 21                       | 1933年6月6日～28日      | アルフレッド・ビンダ(5)                                                    | イタリア王国の旗   | レニャーノ・クレメント                                  | 17     | 3,343     |                 |
| 22                       | 1934年5月19日～6月10日  | レアルコ・グエラ                                                           | イタリア王国の旗   | マイノ・クレメント                                      | 17     | 3712.7    |                 |
| 23                       | 1935年5月18日～6月9日   | ヴァスコ・ベルガマスキ                                                     | イタリア王国の旗   | マイノ・ジラルデンゴ                                    | 18     | 3,577     |                 |
| 24                       | 1936年5月16日～6月7日   | ジーノ・バルタリ                                                           | イタリア王国の旗   | レニャーノ・ウォルシット                                | 19     | 3,766     |                 |
| 25                       | 1937年5月8日～30日      | ジーノ・バルタリ(2)                                                        | イタリア王国の旗   | レニャーノ                                              | 19     | 3,840     |                 |
| 26                       | 1938年5月7日～6月2日    | ジョヴァンニ・ヴァレッティ                                                 | イタリア王国の旗   | フレジュス                                              | 18     | 3,645.8   |                 |
| 27                       | 1939年4月28日～5月18日  | ジョヴァンニ・ヴァレッティ(2)                                              | イタリア王国の旗   | フレジュス                                              | 17     | 3,011.4   |                 |
| 28                       | 1940年5月17日～6月9日   | ファウスト・コッピ                                                         | イタリア王国の旗   | レニャーノ                                              | 20     | 3,574     |                 |
| 第二次世界大戦のため中断 |                         |                                                                            |                    |                                                         |        |           |                 |
| 29                       | 1946年6月15日～7月7日   | ジーノ・バルタリ(3)                                                        | イタリア王国の旗   | レニャーノ・ピレリ                                      | 16     | 3,039.5   |                 |
| 30                       | 1947年5月24日～6月15日  | ファウスト・コッピ(2)                                                      | イタリアの旗       | ビアンキ                                                | 20     | 3,843     |                 |
| 31                       | 1948年5月15日～6月6日   | フィオレンツォ・マーニ                                                     | イタリアの旗       | ウィリエール・トリエスティーナ                          | 19     | 4,164     |                 |
| 32                       | 1949年5月21日～6月12日  | ファウスト・コッピ(3)                                                      | イタリアの旗       | ビアンキ・ウルサス                                      | 19     | 4,088     |                 |
| 33                       | 1950年5月24日～6月13日  | ユーゴ・コブレ                                                             | スイスの旗         | ゲラ・ウルサス                                          | 18     | 3,981     |                 |
| 34                       | 1951年5月19日～6月10日  | フィオレンツォ・マーニ                                                     | イタリアの旗       | ゲラ・ウルサス                                          | 20     | 4,153     |                 |
| 35                       | 1952年5月17日～6月8日   | ファウスト・コッピ(4)                                                      | イタリアの旗       | ビアンキ・ピレリ                                        | 20     | 3,964     |                 |
| 36                       | 1953年5月12日～6月2日   | ファウスト・コッピ(5)                                                      | イタリアの旗       | ビアンキ・ピレリ                                        | 21     | 4,035.5   |                 |
| 37                       | 1954年5月21日～6月13日  | カルロ・クレリーチ                                                         | スイスの旗         | ゲラ・ウルサス                                          | 22     | 4,337     |                 |
| 38                       | 1955年5月14日～6月15日  | フィオレンツォ・マーニ(2)                                                  | イタリアの旗       | グレマン・フックス                                      | 21     | 3,871     |                 |
| 39                       | 1956年5月19日～6月10日  | シャルリー・ゴール                                                         | ルクセンブルクの旗 | ファエマ・ゲラ                                          | 22     | 3,523.45  |                 |
| 40                       | 1957年5月18日～6月9日   | ガストネ・ネンチーニ                                                       | イタリアの旗       | レオ・クロロドン                                        | 21     | 3,926.7   |                 |
| 41                       | 1958年5月18日～6月8日   | エルコーレ・バルディーニ                                                   | イタリアの旗       | レニャーノ                                              | 20     | 3,341.1   |                 |
| 42                       | 1959年5月16日～6月7日   | シャルリー・ゴール(2)                                                      | ルクセンブルクの旗 | EMI                                                     | 22     | 3,657     |                 |
| 43                       | 1960年5月19日～6月9日   | ジャック・アンクティル                                                     | フランスの旗       | ファインセック・ヘリエット                              | 21     | 3,481.2   |                 |
| 44                       | 1961年5月20日～6月11日  | アルナルド・パンビアンコ                                                   | イタリアの旗       | フィデス                                                | 21     | 4,004     |                 |
| 45                       | 1962年5月19日～6月9日   | フランコ・バルマミオン                                                     | イタリアの旗       | カルパノ                                                | 21     | 4,180     |                 |
| 46                       | 1963年5月19日～6月9日   | フランコ・バルマミオン(2)                                                  | イタリアの旗       | カルパノ                                                | 21     | 4,063     |                 |
| 47                       | 1964年5月16日～6月7日   | ジャック・アンクティル(2)                                                  | フランスの旗       | サンラファエル・ジタン・ダンロップ                      | 22     | 4,119     |                 |
| 48                       | 1965年5月15日～6月6日   | ビットリオ・アドルニ                                                       | イタリアの旗       | サルバラーニ                                            | 22     | 4,051     |                 |
| 49                       | 1966年5月16日～6月9日   | ジャンニ・モッタ                                                           | イタリアの旗       | モルテーニ                                              | 22     | 3,976     |                 |
| 50                       | 1967年5月20日～6月11日  | フェリーチェ・ジモンディ                                                   | イタリアの旗       | サルバラーニ                                            | 22     | 3,572     |                 |
| 51                       | 1968年5月20日～6月12日  | エディ・メルクス                                                           | ベルギーの旗       | ファエマ                                                | 22+P   | 3,917.3   |                 |
| 52                       | 1969年5月16日～6月8日   | フェリーチェ・ジモンディ(2)                                                | イタリアの旗       | サルバラーニ                                            | 23     | 3,851     |                 |
| 53                       | 1970年5月18日～6月7日   | エディ・メルクス(2)                                                        | ベルギーの旗       | ファエミノ・ファエマ                                    | 20     | 3,292     |                 |
| 54                       | 1971年5月20日～6月10日  | イェスタ・ペーテルソン                                                     | スウェーデンの旗   | フェレッティ                                            | 20+P   | 3,567     |                 |
| 55                       | 1972年5月21日～6月11日  | エディ・メルクス(3)                                                        | ベルギーの旗       | モルテーニ                                              | 20     | 3,725     |                 |
| 56                       | 1973年5月18日～6月9日   | エディ・メルクス(4)                                                        | ベルギーの旗       | モルテーニ                                              | 20+P   | 3,801     |                 |
| 57                       | 1974年5月16日～6月9日   | エディ・メルクス(5)                                                        | ベルギーの旗       | モルテーニ                                              | 22     | 4,001     |                 |
| 58                       | 1975年5月17日～6月7日   | ファウスト・ベルトリオ                                                     | イタリアの旗       | ヨルジュ・セラミカ                                      | 21     | 3,963     |                 |
| 59                       | 1976年5月21日～6月9日   | フェリーチェ・ジモンディ(3)                                                | イタリアの旗       | ビアンキ・カンパニョーロ                                | 22     | 4,161     |                 |
| 60                       | 1977年5月20日～6月12日  | ミシェル・ポランティエール                                                 | ベルギーの旗       | フランドリア・ヴェレダ・ラティーナ アッシクラツィオーニ | 22+P   | 3,884     |                 |
| 61                       | 1978年5月7日～28日      | ヨハン・デミュインク                                                       | ベルギーの旗       | ビアンキ・ファエマ                                      | 20+P   | 3,610.5   |                 |
| 62                       | 1979年5月17日～6月6日   | ジュゼッペ・サローニ                                                       | イタリアの旗       | サイクリック・ボッテキア                                | 19+P   | 3,301     |                 |
| 63                       | 1980年5月15日～6月7日   | ベルナール・イノー                                                         | フランスの旗       | ルノー・ジタン                                          | 22+P   | 4,025     |                 |
| 64                       | 1981年5月13日～6月7日   | ジョバンニ・バッタリン                                                     | イタリアの旗       | イノックスプレン                                        | 22+P   | 3,895.6   |                 |
| 65                       | 1982年5月13日～6月6日   | ベルナール・イノー(2)                                                      | フランスの旗       | ルノー・エルフ・ジタン                                  | 22+P   | 4,010.5   |                 |
| 66                       | 1983年5月12日～6月5日   | ジュゼッペ・サローニ(2)                                                    | イタリアの旗       | デル・トンゴ＝コルナゴ                                  | 22+P   | 3,922     |                 |
| 67                       | 1984年5月17日～6月10日  | フランチェスコ・モゼール                                                   | イタリアの旗       | GIS GELATI                                              | 22+P   | 3,808     |                 |
| 68                       | 1985年5月16日～6月9日   | ベルナール・イノー(3)                                                      | フランスの旗       | ラ・ヴィ・クレール                                      | 22+P   | 3,998.6   |                 |
| 69                       | 1986年5月12日～6月2日   | ロベルト・ヴィセンティーニ                                                 | イタリアの旗       | カレラ                                                  | 22+P   | 3,858.6   |                 |
| 70                       | 1987年5月21日～6月13日  | ステファン・ロッシュ                                                       | アイルランドの旗   | カレラ                                                  | 22+P   | 3,915     |                 |
| 71                       | 1988年5月23日～6月12日  | アンドリュー・ハンプステン                                                 | アメリカ合衆国の旗 | セブンイレブン                                          | 21     | 3,579     |                 |
| 72                       | 1989年5月21日～6月11日  | ローラン・フィニョン                                                       | フランスの旗       | スーパーU                                               | 22     | 3,418     |                 |
| 73                       | 1990年5月21日～6月11日  | ジャンニ・ブーニョ                                                         | イタリアの旗       | CHATEAU D'AX                                            | 19+P   | 3,450     |                 |
| 74                       | 1991年5月26日～6月16日  | フランコ・キオッチョーリ                                                   | イタリアの旗       | デル・トンゴ                                            | 21     | 3,715     |                 |
| 75                       | 1992年5月24日～6月14日  | ミゲル・インドゥライン                                                     | スペインの旗       | バネスト                                                | 22     | 3,843     |                 |
| 76                       | 1993年5月23日～6月13日  | ミゲル・インドゥライン(2)                                                  | スペインの旗       | バネスト                                                | 21     | 3,702     |                 |
| 77                       | 1994年5月22日～6月12日  | エフゲニー・ベルツィン                                                     | ロシアの旗         | GEWISS-BALLAN                                           | 22     | 3,730     |                 |
| 78                       | 1995年5月13日～6月4日   | トニー・ロミンゲル                                                         | スイスの旗         | マペイ-GB ラテキスコ                                    | 22     | 3,736     |                 |
| 79                       | 1996年5月18日～6月9日   | パヴェル・トンコフ                                                         | ロシアの旗         | パナリア                                                | 22     | 3,990     |                 |
| 80                       | 1997年5月17日～6月8日   | イヴァン・ゴッティ                                                         | イタリアの旗       | サエコ・エストロ                                        | 22     | 3,912     |                 |
| 81                       | 1998年5月17日～6月7日   | マルコ・パンターニ                                                         | イタリアの旗       | メルカトーネ・ウノ                                      | 22+P   | 3,868     |                 |
| 82                       | 1999年5月15日～6月6日   | イヴァン・ゴッティ(2)                                                      | イタリアの旗       | チーム・ポルティ                                        | 22     | 3,757     |                 |
| 83                       | 2000年5月13日～6月4日   | ステファーノ・ガルゼッリ                                                   | イタリアの旗       | メルカトーネ・ウノ                                      | 21+P   | 3,676     |                 |
| 84                       | 2001年5月19日～6月10日  | ジルベルト・シモーニ                                                       | イタリアの旗       | ランプレ                                                | 21+P   | 3,356     |                 |
| 85                       | 2002年5月11日～6月2日   | パオロ・サヴォルデッリ                                                     | イタリアの旗       | インデックス                                            | 20+P   | 3,354.5   |                 |
| 86                       | 2003年5月10日～6月1日   | ジルベルト・シモーニ(2)                                                    | イタリアの旗       | サエコ                                                  | 21     | 3,476.5   |                 |
| 87                       | 2004年5月8日～30日      | ダミアーノ・クネゴ                                                         | イタリアの旗       | サエコ                                                  | 20+P   | 3,423.9   |                 |
| 88                       | 2005年5月7日～29日      | パオロ・サヴォルデッリ(2)                                                  | イタリアの旗       | ディスカバリー・チャンネル プロ・サイクリングチーム     | 20+P   | 3,447.15  |                 |
| 89                       | 2006年5月6日～28日      | イヴァン・バッソ                                                           | イタリアの旗       | チーム・CSC                                             | 21     | 3,526.2   |                 |
| 90                       | 2007年5月12日～6月3日   | ダニーロ・ディルーカ                                                       | イタリアの旗       | リクイガス                                              | 21     | 3,486     |                 |
| 91                       | 2008年5月10日～6月1日   | アルベルト・コンタドール                                                   | スペインの旗       | アスタナ                                                | 21     | 3,407     |                 |
| 92                       | 2009年5月9日～31日      | デニス・メンショフ                                                         | ロシアの旗         | ラボバンク                                              | 21     | 3,456.5   |                 |
| 93                       | 2010年5月8日～30日      | イヴァン・バッソ(2)                                                        | イタリアの旗       | リクイガス・ドイモ                                      | 21     | 3,485     |                 |
| 94                       | 2011年5月7日～29日      | ミケーレ・スカルポーニ                                                     | イタリアの旗       | ランプレ・ISD                                           | 21     | 3,434     |                 |
| 95                       | 2012年5月5日～27日      | ライダー・ヘシェダル                                                       | カナダの旗         | ガーミン・バラクーダ                                    | 21     | 3,502.1   |                 |
| 96                       | 2013年5月4日～26日      | ヴィンチェンツォ・ニバリ                                                   | イタリアの旗       | アスタナ・プロチーム                                    | 21     | 3,405     |                 |
| 97                       | 2014年5月9日～6月1日    | ナイロ・キンタナ                                                           | コロンビアの旗     | モビスター・チーム                                      | 21     | 3,445.5   |                 |
| 98                       | 2015年5月9日～31日      | アルベルト・コンタドール(2)                                                | スペインの旗       | ティンコフ・サクソ                                      | 21     | 3,481.8   |                 |
| 99                       | 2016年5月6日〜29日      | ヴィンチェンツォ・ニバリ(2)                                                | イタリアの旗       | アスタナ・プロチーム                                    | 21     | 3,463.15  |                 |
| 100                      | 2017年5月5日〜28日      | トム・デュムラン                                                           | オランダの旗       | チーム・サンウェブ                                      | 21     | 3,609.1   |                 |
| 101                      | 2018年5月4日〜27日      | クリス・フルーム                                                           | イギリスの旗       | チーム・スカイ                                          | 21     | 3,572.4   |                 |
| 102                      | 2019年5月11日〜6月2日   | リチャル・カラパス                                                         | エクアドルの旗     | モビスター・チーム                                      | 21     | 3,546.8   |                 |
| 103                      | 2020年10月3日〜10月25日 | テイオ・ゲイガンハート                                                     | イギリスの旗       | イネオス・グレナディアス                                | 21     | 3,361.4   |                 |
| 104                      | 2021年5月8日〜5月30日   | エガン・ベルナル                                                           | コロンビアの旗     | イネオス・グレナディアス                                | 21     | 3,410.9   |                 |
| 105                      | 2022年5月6日〜5月29日   | ジャイ・ヒンドリー                                                         | オーストラリアの旗 | ボーラ＝ハンスグローエ                                  | 21     | 3,445.6   |                 |
| 106                      | 2023年5月6日〜5月28日   | プリモシュ・ログリッチ                                                     | スロベニアの旗     | チーム・ユンボ・ヴィスマ                                | 21     | 3,489.2   |                 |
| 107                      | 2024年5月4日〜5月26日   | タデイ・ポガチャル                                                         | スロベニアの旗     | UAE チーム・エミレーツ                                  | 21     | 3,317.2   | 41.865          |
| 108                      | 2025年5月9日〜6月1日    | サイモン・イェーツ                                                         | イギリスの旗       | チーム・ヴィスマ・リースアバイク                        | 21     | 3,443.3   | 44.614          |

- 第4回のみ総合優勝はチームに与えられた。
- 区間数に「+P」を記載の回次は、ステージに数えないプロローグステージを実施。

## 区間優勝回数
- 通算

マリオ・チポリーニ 42勝（1989年～2004年）
- 一大会

アルフレッド・ビンダ 12勝（1927年）

## 日本人選手
- 市川雅敏 1990年完走（最終成績個人総合50位） 1993年第15ステージでリタイア(肺炎によるドクターストップ)
- 今中大介 1995年第14ステージでリタイア
- 野寺秀徳 2001年第13ステージでリタイア(発熱によるドクターストップ)　2002年完走（最終成績個人総合139位）
- 新城幸也 2010年、2014年、2020年、2021年、2023年完走。（最終成績2011年個人総合93位、2014年総合127位、2020年総合89位、2021年総合77位、2023年総合123位）2010年第5ステージ3位 フーガ賞（逃げ賞）獲得
- 別府史之 2011年、2012年、2014年、2015年完走（最終成績2011年個人総合67位、2012年総合121位、2014年総合82位、2015年総合117位）2011年第1ステージ総合8位(チームタイムトライアル)・第10ステージ フーガ賞（逃げ賞）獲得、2012年第3ステージ9位
- 石橋学 2015年第9ステージでリタイア
- 山本元喜 2016年完走（最終成績個人総合151位）
- 西村大輝 2019年第1ステージでタイムオーバーによりリタイア。
- 初山翔 2019年完走。第3ステージ フーガ賞（逃げ賞）獲得。

## 日本での放送
- 2002年より有料放送のJ SPORTSにて全ステージの録画中継が行われ、2006年から2016年まで生中継が行わた。2021年よりJ SPORTSの生中継が再開している。
- 2011年はTBS系列の『世界・ふしぎ発見!』にて「風になれ！　ジロ・デ・イタリア　自転車紀行」のタイトルにて特集され、同大会に出場していた別府史之の活躍も取り上げられた。またスタジオゲストとして今中大介が出演した。
- 2017年から2019年までは、DAZNにてインターネット動画配信による生中継と見逃し配信が行われていた。しかし、2020年にDAZNは自転車ロードレースの配信から撤退した[14]。
- 2020年から2023年まではグローバル・サイクリング・ネットワーク (GCN)のレースパスアプリ[15]による日本語実況付きインターネット動画ライヴ配信が行われた[16]。